# Augochlora alexanderi
Augochlora alexanderi är en biart som beskrevs av Engel 2003. Augochlora alexanderi ingår i släktet Augochlora och familjen vägbin. Inga underarter finns listade.